# 十方控股
十方控股有限公司（英語：ShiFang Holding Limited），（港交所：1831），是一所綜合性印刷電子媒體廣告服務供應商，公司地址位於中國福建省福州市鼓樓區東街59號三山大廈6樓。該公司與中國8個省份超過16個二、三線城市的報紙夥伴網絡合作提供整套印刷媒體及數字媒體服務。合作伙伴有福建福州的《東南快報》、雲南昆明的《生活新報》、遼寧瀋陽的《瀋陽晚報》、廣西的《當代生活報》、貴州安順的《黔中早報》、河北唐山的《燕趙都市報》、浙江寧波的《東南商報》、浙江金華的《金華日報》、《金華晚報》、遼寧大連的《大連日報》及湖北武漢的《長江商報》等合共17個報紙媒體。
十方控股的現任董事會主席為陳志。他曾於2016年2月不再出任董事會主席及提名委員會成員。當時由十方控股執行董事兼快鹿集團前主席施建祥接任主席，但他因為涉及2016年電影《葉問3》票房涉嫌造假一事而辭任主席一職。而公司現時主要持有人為施建祥、馬秀斌、和昇平國際發展有限公司等。。
在2010年12月3日，十方控股有限公司在香港聯合交易所的主板上市，並捐贈港幣一百萬元予香港公益金作慈善用途。翌年7月，該公司旗下的遼寧奧海天傳媒廣告有限公司因為合約糾紛終止與《瀋陽晚報》訂立的廣告分銷協議。有關官司至2014年完結。

## 業務
- 報紙廣告
- 網絡服務
- 營銷、分銷管理、諮詢及印刷服務
- 電視及電台廣告
- 電影投資

## 外部連結
- 十方控股有限公司（页面存档备份，存于）
- 【港股解碼】十方控股（01831-HK）玩影視城 「救命草」還是「奪命草」?，財華網，2017年5月11日（页面存档备份，存于）